# M40 자주박격포

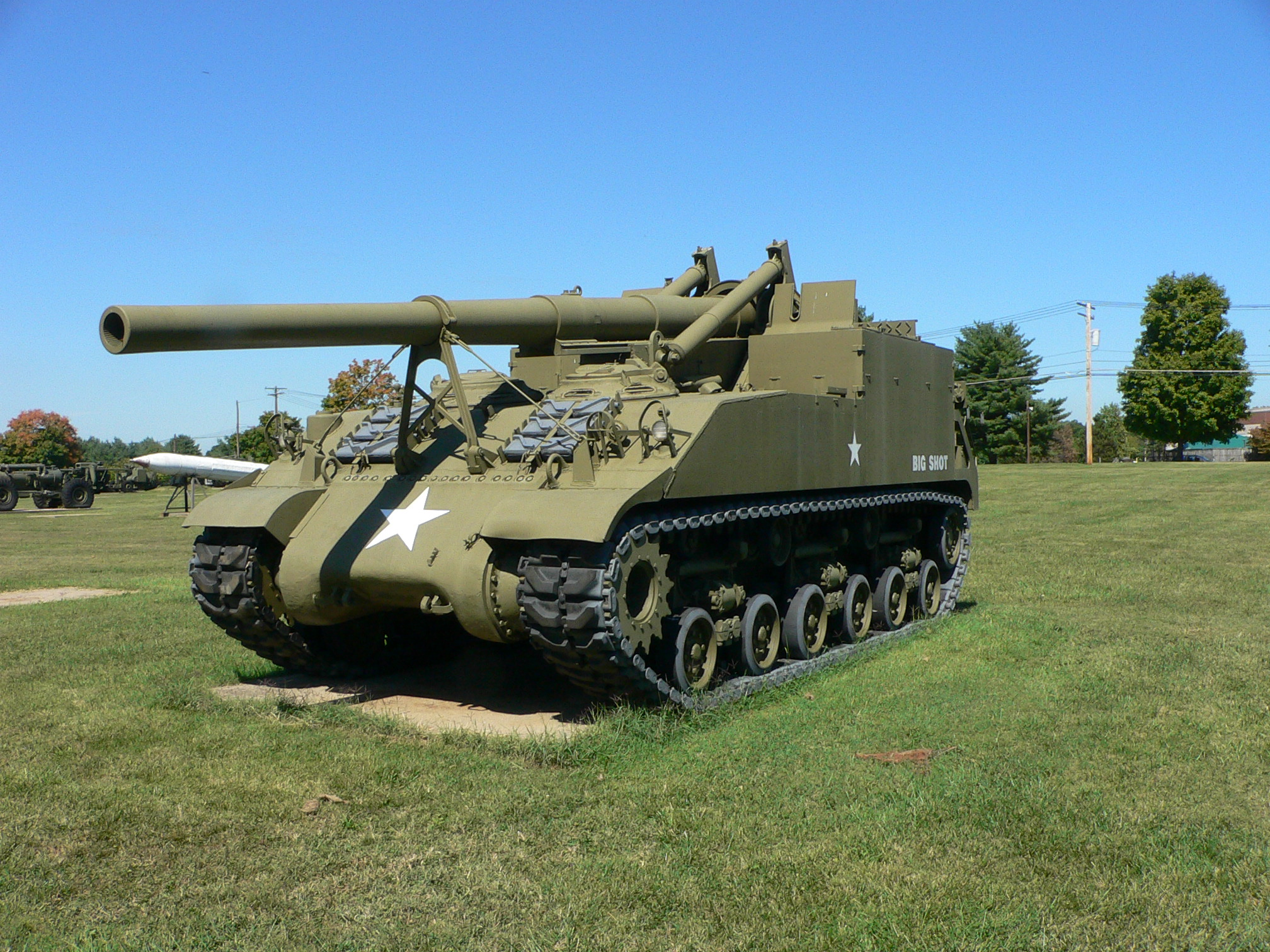

M40 자주박격포(M40 Gun Motor Carriage)은 M39 AUV(Advance Utillity Vehicle)의 바리에이션 중 하나이다. 포탑을 제거하고 박격포를 차량 내부에 탑재했다.
미국은 2차 대전당시 M10 울버린 구축전차를 사용했지만 전선에서의 기동성이 다소 못미치자 속도를 중시한 구축전차를 개발한다
그것이 M18 Hellcat이다.
다만 76mm 주포로는 독일 기갑차량을 무력화하기 부족하였고 기동성을 살리기 위해 장갑을 포기한 탓에 생존율도 낮았다. 추후에 M36 Jackson/slugger가 90mm 주포로 독일 기갑차량을 무력화 하는데 충분한 것이 알려지자 M36 구축전차가 M18 구축전차를 대체한다.
2차 세계 대전이 끝난 직후 한국전쟁이 발발하자 미국은 한국에 상륙하게 된다. 이중 비 전투차량으로 사용된것이 M18 Hellcat의 차체인 M39 AUV이다. 이중 일부 차량은 Hellcat의 차체만 그대로 사용하기도 했으나 몇몇은 포탑 회전장치를 제거하거나 기관총을 장착한 모델도 있다.